# ИИН-3М
ИИН-3М — исследовательский реактор на растворах солей, функционировавший на ташкентском заводе полупроводниковых приборов «Фотон» с 1975 по 2013 годы. Создан на базе наработок расположенного в Казахстане реактора ИГР.

## История
В 1961 году на Семипалатинском полигоне был пущен первый в Союзе импульсный гомогенный реактор ИГР. Активная зона представляла собой графитовый блок, в котором был диспергирован высокообогащенный уран. Реактор и сегодня сохраняет работоспособность, находясь в ведении Национального ядерного центра Казахстана.
Опыт создания и эксплуатации гомогенного импульсного реактора привел к разработке и пуску в 1965 году в Институте атомной энергии еще одного импульсного гомогенного реактора — ИИН-1. В нем графит заменили на воду и реактор стал растворным гомогенным. К 1967 году ИИН-1 модернизировали до ИИН-3.
Реактор ИИН-3М был разработан в Институте атомной энергии имени И. В. Курчатова в 1972 году для испытаний электронных приборов на воздействие поражающих факторов ядерного взрыва и введен в эксплуатацию на ташкентском заводе электронных приборов «Фотон» в декабре 1975 года.
Реактор ИИН-3М действовал в составе радиационно-технологического комплекса АО «Фотон» и использовался для тестирования полупроводников и других устройств. За весь срок эксплуатации реактора было выполнено около 3000 пусков.

## Характеристики
Реактор на растворах солей. В качестве топлива использовался водный раствор сульфата уранила со степенью обогащения по урану 90 %.
Реактор был способен работать как в импульсном, так и в стационарном режиме.

### Импульсный режим
- Плотность потока: 5,7 · 1017 нейтронов/(см2 · с) при флюенсе 8 · 1017 нейтронов/см2
- Мощность импульса: 2 · 104 МВт
- Длительность импульса: 2—4 мс
- Допустимая частота импульсов: 1 импульс в час

### Стационарный режим
- Мощность: 10 кВт

## Вывод из эксплуатации
Вывоз высокообогащенного жидкого облучённого ядерного топлива (ЖОЯТ) из Узбекистана был инициирован министерством энергетики США в рамках программы RRRFR (англ. Russian Research Reactor Fuel Return) по возвращению в Российскую Федерацию высокообогащённого ядерного топлива исследовательских реакторов советского и российского производства при финансовой поддержке США.
С 2012 года на основании решения Кабинета Министров Узбекистана началась разработка плана по выводу из эксплуатации радиационно-технологического комплекса АО «Фотон».
Реактор был остановлен 1 июня 2013 года.
Несмотря на наличие в России других растворных реакторов, технологии перевозки ЖОЯТ не существовало. Кроме того, оно не входило в номенклатуру топлива, которое перерабатывает ФГУП ПО «Маяк».
Чтобы принять новый вид ядерного топлива, в 2013—2014 годах производственное объединение «Маяк» провело подготовительную работу, которая включила в себя разработку технологии и изготовление оборудования для приёмки и переработки жидких ядерных материалов.
Научно-производственная фирма «Сосны» разработала и изготовила оборудование для выгрузки, временного хранения и транспортировки ЖОЯТ.
Также потребовалось заключение специального межправительственного соглашения между Россией и Узбекистаном, регламентировавшего единовременный ввоз ЖОЯТ в РФ. Оно было подписано 9 апреля 2014 года. В частности, в соглашении было установлено, что радиоактивные отходы, образовавшиеся в процессе переработки топлива, остаются на территории Российской Федерации.
В сентябре 2014 года 25 литров ЖОЯТ было слито из реактора в 6 ёмкостей временного хранения.
24 сентября 2015 года пеналы, в которые было перелито высокообогащенное ядерное топливо, были погружены в транспортный контейнер ŠKODA VPVR/M. Затем контейнер был доставлен в аэропорт «Ташкент-Южный», где был помещен в упаковку ТУК-145/С. Оттуда упакованное ЖОЯТ было вывезено самолетом Ан-124-100 компании «Волга-Днепр» в Россию на переработку. Первая в мире операция по вывозу высокообогащенного жидкого облучённого ядерного топлива завершилась успешно, Узбекистан стал страной, свободной от высокообогащенного урана.
По состоянию на июнь 2017 года, реактор был демонтирован и захоронен наряду с другим облученным оборудованием. Работы по дезактивации помещений лаборатории продолжались.